# اپلتون (میزوری)
اپلتون (به انگلیسی: Appleton City) یک شهر در ایالات متحده آمریکا است که در شهرستان سنت کلیر، میزوری واقع شده‌است. اپلتون ۲٫۹۸ کیلومتر مربع مساحت و ۱٬۱۲۷ نفر جمعیت دارد و ۲۶۷ متر بالاتر از سطح دریا واقع شده‌است.